# SV Beierfeld
SV Beierfeld was een Duitse sportclub uit Grünhain-Beierfeld, Saksen. De club was actief in voetbal en handbal.

## Geschiedenis
De club werd opgericht in 1911 als FC Wettin. Enkele weken later werd ook FC Saxonia opgericht. Beide clubs fuseerden tot FC Sturm. De club sloot zich in 1914 aan bij de Midden-Duitse voetbalbond en ging spelen in de competitie van het Ertsgebergte, een van de vele competities van de Midden-Duitse bond. Na de Eerste Wereldoorlog werd de competitie geïntegreerd in de Kreisliga Mittelsachsen en bleef daar als tweede klasse bestaan. In 1923 werd de Kreisliga afgevoerd en werd de competitie terug de hoogste klasse onder de naam Gauliga Erzgebirge. De club was ook actief in atletiek en nam daarom in 1924de naam SV Sturm aan.
Na een paar jaar middenmoot werd de club in 1930 voorlaatste, maar de volgende twee jaar werd de club vicekampioen. Ook in 1933 werd de club tweede, met één punt achterstand op SC Waldhaus Lauter, om een onbekend reden speelden beide clubs een titelfinale, die Sturm won. De club nam het nu op tegen de kampioen van de groep Obererzgebirge, DSC Weipert voor de algemene titel. Beide clubs wonnen een wedstrijd, waardoor er een derde, beslissende wedstrijd kwam, die Sturm won. Hierdoor plaatste de club zich voor de Midden-Duitse eindronde, waar ze meteen verloren van VfB Glauchau 1907. 
In 1933 werd de competitie geherstructureerd. De Midden-Duitse bond werd ontbonden en de vele competities werden vervangen door de Gauliga Mitte en Gauliga Sachsen. De clubs uit het Ertsgebergte werden te licht bevonden voor de Gauliga Sachsen. De competitie ging verder als 1. Kreisklasse Erzgebirge (derde klasse). Het is niet bekend of de club zich wel voor de Bezirksklasse plaatste, maar waarschijnlijk niet omdat wel bekend is dat ze in 1936 promoveerden naar de Bezirksklasse. 
Na de Tweede Wereldoorlog werden alle Duitse voetbalclubs ontbonden. De club werd heropgericht als SG Beierfeld en nam later de naam Wismut aan. De club speelde voornamelijk in de lagere reeksen.
Na de Duitse hereniging werd de naam SV Beierfeld aangenomen. Op 17 april 2012 fuseerde de club met SV Grünhain en ontstond de nieuwe club VfB Grünhain-Beierfeld. De club komt momenteel (2019/20) uit op het achtste niveau in de Saksische Kreisliga A Kreis Erzgebirge.

## Erelijst
Kampioen van het Ertsgebergte
1933